# Fabiola Boulanger
Pour les articles homonymes, voir Boulanger (homonymie).
 (mai 2014).
Fabiola Boulanger (née le 10 août 1978 à Montréal au Québec) est une culturiste canadienne.

## Biographie
Fabiola Boulanger commence l'entraînement en 1993 et fait sa première compétition en 1999, en catégorie poids léger. Elle participe la même année au championnat provincial, puis cesse la compétition par la suite, par manque d’intérêt.
Elle continue toutefois à s’entraîner et devient entraîneuse personnelle en 2001. En 2004, elle donne naissance à son unique enfant, William. Ce n’est qu’en 2006 qu’elle songe à renouer avec la compétition. Après trois années d’entraînement où elle cible la prise de masse, elle remporte les championnats régional et provincial du Québec en catégorie poids lourd.
En 2010, elle participe pour une première fois au championnat canadien qui se déroule à Saskatoon en Saskatchewan, où elle termine en deuxième position. L’année suivante, le championnat canadien se déroule à Laval au Québec et elle remporte le titre de Madame Canada toutes catégories.
Elle obtient par le fait même sa carte de professionnelle de la Fédération Internationale de bodybuilding et fitness (IFBB). À la suite de sa victoire, elle participe à l’émission Tout le monde en parle animée par Guy A. Lepage, émission vue par plus de 1 350 000 téléspectateurs au Québec et se donne comme objectif de promouvoir une image différente du culturisme féminin.
En 2012, Fabiola Boulanger devait faire son début à titre de culturiste professionnelle au Toronto Pro Supershow.

## Palmarès
- 1999
  -  Championne toutes catégories à la Coupe Pro Gym, 1re édition, en division culturisme, catégorie poids léger
  -  2e au championnat provincial du Québec en division culturisme, catégorie poids léger

- 2009
  -  Championne toutes catégories au championnat Québec de l’Ouest en division culturisme, catégorie poids lourd
  -  Championne toutes catégories au championnat provincial du Québec en division culturisme, catégorie poids lourd

- 2010
  -  2e au championnat national canadien CBBF en division culturisme, catégorie poids lourds

- 2011
  -   Championne toutes catégories au championnat national canadien CBBF en division culturisme, catégorie poids lourds[2]